# Leonard Cohen: I'm Your Man
Pour plus de détails, voir Fiche technique et Distribution.
Leonard Cohen: I'm Your Man est un film documentaire paru le 21 juin 2006 sur l'auteur, poète et chanteur canadien Leonard Cohen.
Le film, réalisé par Lian Lunson en 2005, associe des extraits d'un concert hommage organisé par Hal Willner et intitulé Came So Far From Beauty, qui eut lieu en janvier 2005 au Sydney Opera House de Sydney en Australie, à une série d'interviews réalisées avec Leonard Cohen.
Au cours de ces entretiens, Leonard Cohen parle de son enfance à Montréal, de sa manière d'approcher le métier d'écrivain. Il relate ses souvenirs au Chelsea Hotel à New York, parle de son séjour dans un monastère et de son amitié pour un maître zen Japonais. Il parle aussi de l'épouse du sculpteur québécois Armand Vaillancourt, qui fut l'inspiration pour Suzanne, une de ses plus célèbres chansons. Il fait aussi la lecture de la préface qu'il écrivit pour la traduction chinoise de Beautiful Losers.
On voit dans le documentaire plusieurs performances ou extraits de performances, notamment celles de Rufus Wainwright, Nick Cave, Jarvis Cocker du groupe Pulp, Kate et Anna McGarrigle. Tous ces artistes parlent de l'influence qu'a eue Leonard Cohen sur leur vie et leur carrière. On voit aussi le guitariste The Edge et le chanteur Bono de U2, qui interprètent vers la fin du documentaire la pièce Tower of Songs en compagnie de Cohen. Cette dernière prestation fut filmée à New York le 20 mai 2005.
Le documentaire contient des images de Leonard Cohen enfant, filmé sur Super 8. Aussi, les dessins, agrémentés de poème, que l'on aperçoit dans le film sont des œuvres de Cohen lui-même.
Leonard Cohen: I'm Your Man fut présenté au Festival du film de Toronto en 2005, puis en 2006 au festival de Sundance et au Festival du film de Berlin. Le monteur et le photographe de ce documentaire est Mike Cahill.

## Distribution
- Leonard Cohen : lui-même
- Martha Wainwright : elle-même
- Beth Orton : elle-même
- Jarvis Cocker : lui-même
- Rufus Wainwright : lui-même
- Nick Cave : lui-même
- Perla Batalla : elle-même
- Julie Christensen : elle-même
- Antony Hegarty : lui-même (comme Antony)
- Linda Thompson : elle-même
- Teddy Thompson : lui-même
- Kate McGarrigle : elle-même
- Anna McGarrigle : elle-même
- The Handsome Family : eux-mêmes
- Hal Willner : lui-même - Music Producer
- The Edge : lui-même (comme Edge)
- Bono : lui-même
- Janice : Burlesque Beauty
- Jo Weldon (en) : Burlesque Beauty
- Robert Burger : lui-même (non crédité)
- Adam Clayton : lui-même (non crédité)
- Larry Mullen Jr. : lui-même (non crédité)
- Brett Sparks : lui-même (non crédité)
- Rennie Sparks : elle-même (non créditée)